# Från Gösta Ekman till Gösta Ekman: en bok om Hasse, far och son
Från Gösta Ekman till Gösta Ekman: en bok om Hasse, far och son är en bok av Bengt Forslund, första gången utgiven 1982 på bokförlaget Askild & Kärnekull.
Boken var från början avsedd att handla enbart om Hasse Ekman, men blev istället en bok om hela den unika Ekmanska teaterklanen. Om Gösta Ekman, “Kung Gösta” på sin tid, komedianten och tragikern, kvinnotjusaren och charmören, “zigenarhövdingen” och teaterdirektören med sin ständiga kamp för hans stora eviga kärlek - Thalia. Men också om sonen Hasse Ekman, “den vackra ankungen”, som kallats dandy och playboy, men som arbetade febrilt och hann medverka i 68 filmer, regissera 41 filmer, sätta upp 18 revyer, medverka i omkring 50 teaterpjäser och skriva cirka 30 schlagers. Boken handlar också om Hasses son Gösta, en av Hasse och Tages favoritskådespelare, Jönssonligans ledare Sickan och Papphammar, men samtidigt också en seriös skådespelare. En unik inblick i 75 år av svensk nöjeshistoria, via berättelsen om farfar, far och son. 